# Euchloe guaymasensis
Euchloe guaymasensis es una especie de mariposa conocida como mariposa marmoleada sonorense; pertenece a la familia Pieridae.

## Descripción
La longitud del ala anterior en los machos es de 19 mm (17.4 a 19.4 mm). La cabeza, así como palpos labiales y tórax están cubiertos de pelos blancos.  Las alas en su vista dorsal son de color blanco amarillento. En las alas anteriores en la región apical presenta franja café u oscura con algunas escamas blancas. En la célula discal en su parte más apical presenta una mancha oscura en forma de bumerán. En las alas posteriores se transparenta levemente el patrón de manchas de la vista ventral. Las antenas son de color blanco. Con escamas negras. Ventralmente las alas anteriores son de color blanco amarillentas, presenta la misma mancha en la célula discal y en el área apical algunas una macha amarilla casi ausente. Las alas posteriores en su vista ventral son de color blanco con manchas irregulares de color verde pasto. Palpos, tórax y abdomen presenta pelos blancos. La hebra es similar al macho. La mancha en la célula discal del ala anterior suele ser más ancha en la hembra. A lo largo de los bordes de las alas en ambos sexos presenta pelos finos de color blancos.

## Distribución
Se distribuye solamente en el estado de Sonora.

## Ambiente
Localidad terreno tipo rocoso muy accidentado y montañoso con una mezcla de subarbustos, suculentas y micrófilos con vegetación leñosa de hoja caduca. Las plantas específicas incluyen ocotillo (Fourqueira), Acacia y posiblemente Encelia.

## Estado de conservación
No está enlistada en la NOM-059, ni tampoco evaluada por la UICN. 